# Flemming Balvig
Flemming Balvig (17. marts 1944 i Slagelse) er kriminolog og professor ved Københavns Universitet. Han blev magister i sociologi i 1972 og dr.jur. i 1988 begge fra Københavns Universitet. Han har i mange år forsket i og blev i 1996 professor i kriminologi. Balvig blev i 2011 Ridder af Dannebrog.